# Harry Tañamor
Harry Tañamor (født 20. august 1977 i Zamboanga City) er en filippinsk amatørbokser, som konkurrerer i vægtklassen let-fluevægt. Tañamor fik sin olympiske debut da han repræsenterede Filippinerne under Sommer-OL 2004. Han repræsenterede også Filippinerne under Sommer-OL 2008 hvor han blev slået ud i første runde af Manyo Plange fra Ghana i samme vægtklasse. Han deltog også i VM i 2007 i Chicago, USA hvor han vandt en sølvmedalje. Han har også to bronzemedaljer fra VM, fra 2001 og 2003.